# ジョジー・アルティドール
ジョスマー・ヴォルミー"ジョジー"・アルティドール（Josmer Volmy "Jozy" Altidore, 1989年11月6日 - ）は、アメリカ合衆国ニュージャージー州リビングストン出身のサッカー選手。メジャーリーグサッカー・ニューイングランド・レボリューション所属。アメリカ合衆国代表。ポジションはフォワード。
2006年に16歳でニューヨーク・レッドブルズからプロデビューを果たし、レッドブルズでの3シーズン目の途中である2008年にビジャレアルCFへ移籍する。ビジャレアル時代には、3クラブへの期限付き移籍を経験しており、2009年2月にスペイン2部のヘレスCD、5月にはイングランド1部のハル・シティAFCで2009-10シーズン全体を過ごし、トルコ1部のブルサスポルに半年在籍した。2011年夏からAZアルクマール、2013年夏からはサンダーランドAFCへ完全移籍をしている。AZ在籍時代の2013年3月3日に2012-13シーズン通算24得点目を挙げたことにより、クリント・デンプシーを破って欧州でプレーしたアメリカ人選手の1シーズンでの通算最多得点記録保持者となった。
アメリカ合衆国代表では、年代別代表を含めて様々な国際大会に出場しており、U-17、U-20、U-23でそれぞれ2005 FIFA U-17世界選手権、2007 FIFA U-20ワールドカップ、北京オリンピックでプレーし、A代表としてはFIFAコンフェデレーションズカップ2009、2010 FIFAワールドカップ、2011 CONCACAFゴールドカップ、2014 FIFAワールドカップのメンバーだった。また、試合出場時には祖先に敬意を表してハイチとアメリカ合衆国の国旗をあしらったリストバンドを着用している。

## 経歴

### プロ入り前
ハイチ出身の両親の下で4人兄弟の末っ子としてニュージャージー州リビングストンに生まれ、フロリダ州ボカラトンで育ったアルティドールは、幼少の頃からサッカーに親しみ、ボカラトン・ジュニアサッカークラブ、シュルツ・アカデミー、サンライズSCといった南フロリダの様々なユースクラブでプレーした。また、高校時代にはブレイデントンにあるIMGアカデミーでU-17代表と共に訓練をしている。

### ニューヨーク・レッドブルズ
2006年1月20日に行われたMLSスーパードラフトでメトロ・スターズ（現在のニューヨーク・レッドブルズ）から全体の17番目に指名されて入団する。プロ1年の2006年シーズンは、まだ高校を卒業していなかったために卒業を迎える12月までの起用は厳しく、2007年まで出場機会はないだろうと見られており、事実、卒業証明取得のためにシーズンの大半を離脱していたにもかかわらず、8月23日のUSオープンカップでのD.C. ユナイテッド戦 (1-3) で途中出場によりプロデビューを飾ると、9月16日のコロンバス・クルー戦 (1-0) で83分に28ヤードの距離からプロ初得点を挙げた。それから1週間後の9月23日のDCユナイテッド戦 (3-4) 、9月30日のシカゴ・ファイアー戦の得点も含めて7試合3得点を記録した。10月29日のDCユナイテッドとのイースタンカンファレンス・セミファイナル第2戦 (1-2) でクロスから頭でチーム唯一となる得点を挙げたことでプレーオフでの歴代最年少記録を更新し、3年後にダマルカス・ビーズリーに塗り替えられるまで記録を保持していた。また、2007年8月18日のロサンゼルス・ギャラクシー戦 (5-4) で2得点を挙げた。

### ビジャレアル
2008年6月4日に移籍金1000万ドル（約740万ユーロ）でスペイン1部のビジャレアルCFとの契約に合意しており、この金額は、クリント・デンプシーがフラムFCに移籍した際の移籍金400万ドル（約200万ポンド）を上回り、MLS所属の選手としては史上最高額であった。6月11日には細部の交渉を詰めて契約が完了した。9月14日のデポルティーボ・ラ・コルーニャ戦後半からリーグデビューを飾り、11月1日のアスレティック・ビルバオ戦で初得点を決めて、リーガ・エスパニョーラで得点した初めてのアメリカ人選手となった。11月30日のレクレアティーボ・ウェルバ戦で初先発出場した。
ヘレスへのレンタル移籍
2009年1月30日に同国2部のヘレスCDへ半年の契約でレンタル移籍をし、より多くの出場機会とスペインの文化への適応が期待された。しかし、2009年4月16日に負傷した足の爪を回復させる小さな手術を受け、1ヶ月以上の回復期間を必要としたため、2008-09シーズンの間に復帰することは出来ずに経験を積むことが出来なかった。
ハル・シティへのレンタル移籍
2009年8月5日に自身のTwitterのアカウントでイングランド1部のハル・シティAFCへシーズン終了までのレンタル移籍を明らかにし、8月10日にイギリスの労働許可証を取得したことで正式な一員となり、移籍金650万ポンドでの保有権買い取りオプションが付けられたことが確認された。8月22日にKCスタジアムでのボルトン・ワンダラーズFC戦後半から移籍後初出場を飾り、カメル・ギラスの決勝点をアシストしてチームのシーズン初勝利に貢献した。8月25日にカーリング・カップ2回戦のサウスエンド・ユナイテッドFC戦で初得点を決めた。しかし、ハル・シティでの滞在は決して成功しているとは言えず、ポーツマスFCとの試合がある10月24日の朝練習に寝坊をしたことでフィル・ブラウン監督の怒りを買ってチームから外されたのみならず、その状況を自身のTwitter上で呟いた行為がさらなる問題に発展し、事態を重く見たクラブ側から罰金処分を科される失態を犯す と、肝心の試合では、2012年2月6日のホームでのマンチェスター・シティFC戦で挙げた1得点 のみと点取り屋としての役割を全うすることが出来なかった。また、4月24日のサンダーランドAFC戦では、残留に向けた重要な一戦にもかかわらずアラン・ハットンと口論になった末に暴力行為を振るって退場処分を受ける失態を犯し、最終的に勝ち点を掴めなかったチームは2部への降格が決定した。
ブルサスポルへのレンタル移籍
2010年8月19日に保有元のビジャレアルに復帰するも、2010-11シーズン前半戦終了時点でリーグ戦僅か3試合に途中出場したのみであり、UEFAチャンピオンズリーグ 2010-11ではまったく出場機会が与えられなかった。そのため、2011年1月31日にトルコ1部のブルサスポルに半年の期限でレンタル移籍した。2月13日のエスキシェヒルスポル戦 (1-1) に先発出場で初出場を飾って以降の数試合こそ先発出場をしていたが、4月8日のアンタルヤスポル戦 (2-3) での1得点のみとなかなか結果を残せずにいたことでUEFAヨーロッパリーグ 2011-12出場権を争った終盤戦には先発出場の機会が減少し、ブルサスポルでも成功を得ることは出来なかった。

### AZアルクマール
2011-12
2011年7月20日に移籍金非公開でエールディヴィジのAZアルクマールと4年契約を締結すると、8月7日にPSVアイントホーフェンとの開幕戦 (3-1) で後半から初出場を飾って80分に早速初得点を挙げた。初先発出場をした21日のAFASスタディオンでのNECナイメヘン戦 (4-0) で、54分にラスムス・エルムのコーナーキックをGKヤスパー・シレッセンが弾いたところを頭で先制点を挙げ、19分後にアダム・マヘルのパスから2得点目を挙げた。それから4日後の25日にノルウェー1部オーレスンFKとのUEFAヨーロッパリーグ 2011-12プレーオフ第2戦 (6-0) では、63分にハルリソン・ベンスホップと交代するまでの間に2得点を挙げて本戦出場に貢献し、マルメFFとのグループリーグ初戦 (4-0) では先制点を挙げた。それから少し長い無得点の日々を経て、11月16日のADOデン・ハーグ戦 (3-0) でリーグ戦10得点目を記録して以降、12月4日のSCヘーレンフェーン (1-5) 戦で1得点、2月8日のADOデン・ハーグ戦 (6-0) で2得点を挙げていくと共にチームも好調そのもので、この勝利により首位PSVと勝ち点に並んだ。しかし、その後の優勝戦線にアヤックス・アムステルダム、フェイエノールト、FCトゥウェンテも絡む大混戦に発展するも、首位となったアヤックスに勝ち点を離されていく状況下で4月22日のVVVフェンロー戦で決勝点を挙げてタイトル獲得の可能性を残した。最終的にアルティドール個人としては、ヘルトヤン・フェルベーク監督に公に批判された時期があったものの、信頼を勝ち取っていき、加入1季目にしてチーム最多の公式戦22得点、リーグ戦のみでは7位タイの15得点を記録する成功を収めた。
2012-13
加入2季目の2012-13シーズンは、2012年8月12日のアヤックスとの開幕戦で早速2得点挙げる好調さを見せると、次のヘラクレス・アルメロ戦でも2得点を挙げ、さらに、代表戦明けの9月16日のローダJC戦 (4-0) でクラブレベルでの初ハットトリックを達成した。昨季の得点ペースを上回る活躍をする一方で、チームとしてはなかなか勝ちきれる場面が少なく低迷する中、12月15日のPECズヴォレで2得点を挙げ、10月28日以来にして17節目で4度目の勝利に導き、2013年に替わって初戦のフィテッセ戦 (3-0) ではハットトリックを達成。4月14日のFCユトレヒト戦 (6-0) でシーズン2度目のハットトリックを決めた。KNVBカップの方では、5月9日のPSVとの決勝戦で決勝点を挙げ、チームの31年ぶりとなる同大会の優勝に貢献している。最終的にリーグ戦23得点、KNVBカップ8得点を記録し、リーグ屈指の点取り屋としての活躍が認められてオランダ最大の発行部数を誇るDe Telegraafによるベストイレブンにアメリカ人選手として初めて選出された。

### サンダーランド
2013年7月6日にイングランド1部のサンダーランドAFCへの売却が合意に達し、9日に移籍金非公開の4年契約を締結する。8月27日のミルトン・キーンズ・ドンズFCとのフットボールリーグカップ (4-2) で公式戦初得点、12月14日のチェルシーFC戦 (3-4) で移籍後初得点にして先制点を挙げた。また、自身初となる10月27日のニューカッスル・ユナイテッドFCとのタイン・ウェア・ダービーでは、得点こそ挙げるこそ挙げることが出来なかったものの、ファビオ・ボリーニの決勝点をアシストする活躍によってSky Sportsから同試合の最優秀選手に選出されている。

### トロント
2015年1月16日、ジャーメイン・デフォーとのトレードでメジャーリーグサッカーのトロントFCへ移籍。

### ニューイングランド・レボリューション
2022年2月14日、ニューイングランド・レボリューションに移籍した。

## 代表

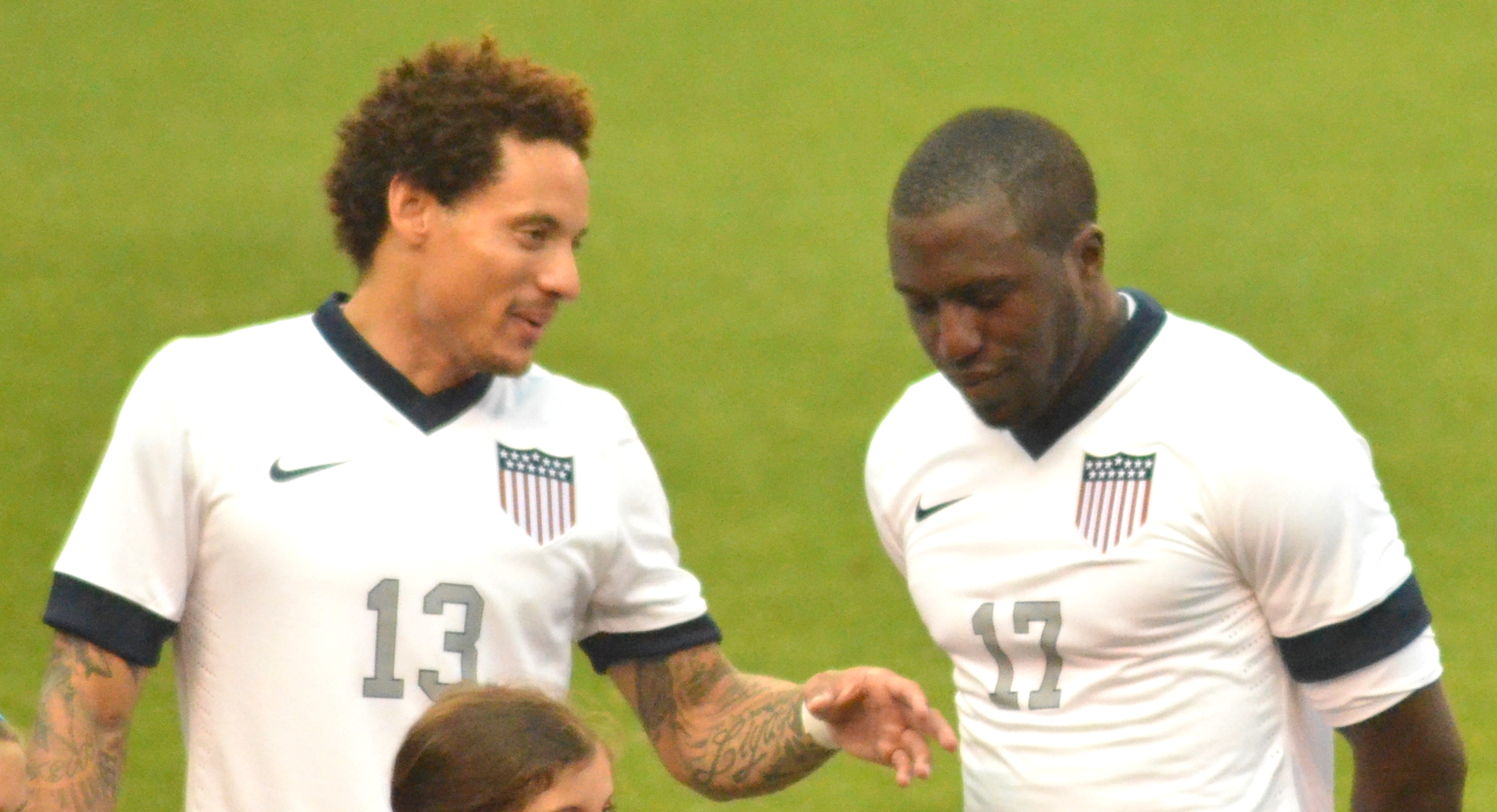
ベルギーとの親善試合でアメリカ代表としてプレーするアルティドール (右) とジャーメイン・ジョーンズ (左)

様々な年代別代表でプレーしてきたアルティドールは、U-17代表として2005 FIFA U-17世界選手権に出場した後、U-20代表で2007 FIFA U-20ワールドカップに参加する。同大会では、まず、グループリーグでU-20ポーランド戦で1得点、U-20ブラジル戦の2得点を挙げてチームを首位通過に導くと、準々決勝のU-20オーストラリア戦で前半に得点し、最終的に合計4得点でチームの3位に貢献した。U-23代表では、2007年11月28日に強化合宿のメンバーとして初招集され、6月の北京オリンピックに出場した。
18歳の誕生日から僅か3日後の2007年11月9日にA代表に初招集され、11月17日の南アフリカとの親善試合で65分から初出場を飾る。2試合目となった2008年1月20日のスウェーデン戦も後半からの途中出場だったが、ランドン・ドノバンが代表最多得点記録を更新することになるペナルティーキックを獲得した。2008年2月6日のメキシコとの親善試合で3試合目にして初先発出場し、代表初得点を決めた。
2008年10月11日に2010 FIFAワールドカップ・北中米カリブ海予選のキューバ戦で同予選初得点を決め、続く15日のトリニダード・トバゴ戦ではチャーリー・デイヴィスの得点をアシストこそしたが、自陣ペナルティエリア内でマカン・ヒスロップのシャツを引っ張ったことで反則を取られ、FWドワイト・ヨークに決勝PKを決められる失態を演じてしまう。しかし、その次のグアテマラ戦ではケニー・クーパーの得点をアシストし、FWフレディー・アドゥーの代表初得点につながるPKを獲得して汚名返上した。2009年3月28日のエルサルバドル戦でアウェーでの初得点を決めた。4月1日のトリニダード・トバゴ戦で3得点を決め、アメリカ代表史上最年少となる19歳でハットトリックを達成した選手になった。
2009年夏にはFIFAコンフェデレーションズカップ2009に出場し、6月24日のスペインとの準決勝ではクラブでの同僚のDFジョアン・カプデビラのミスを突いてイケル・カシージャスから得点を奪い、ヨーロッパ王者を2-0で打ち負かした。このように、ワールドカップの前哨戦で強豪相手に得点を挙げたものの、肝心の本大会ではベスト16のガーナ戦までの全4試合に先発出場したが、無得点の失望に終わった。2011 CONCACAFゴールドカップでは、ハムストリングの負傷で辞退を余儀なくされ、先のワールドカップでの汚名返上する機会を逸した。
2013年6月2日、アメリカ合衆国サッカー連盟創設100周年を記念したドイツとの親善試合でボレーシュートによって1年5ヶ月もの無得点の日々から分かれを告げると、続くジャマイカ、パナマ戦と3試合連続で得点を挙げ、6月18日のホンジュラスとの2014 FIFAワールドカップ・北中米カリブ海予選で4試合連続に伸ばした。なお、この連続得点によってランドン・ドノバン、エディ・ジョンソン、エリック・ウィナルダ、ウィリアム・リュッベ (William Lubbe) に並びアメリカ代表の連続得点記録選手となった。8月14日のボスニア・ヘルツェゴビナ戦 (4-3) では、2点を追いかける中でエディ・ジョンソンの得点をアシストした後にハットトリックを決めたことで連続得点記録を更新した。

## 人物
2007年にはESPNのネクスト・アワードの候補になり、アディダスのインポッシブル・イズ・ナッシングの広告に起用された。また、EAスポーツのサッカーゲームシリーズFIFA 08北米版の表紙にロナウジーニョやギジェルモ・オチョアと共に起用された。
ハイチ系アメリカ人であるアルティドールは、2006年11月にニューヨーク・レッドブルズの同僚セス・スタムラーや同じくハイチ系アメリカ人のジェロッド・ラベンチュールと共に、グラミー賞受賞者でハイチ出身の音楽家ワイクリフ・ジョンの慈善運動の一環でハイチを訪れた。その後、ニューヨーク・レッドブルズのホーム開幕戦でジョンはアルティドールのレプリカシャツを着てシャキーラとともにパフォーマンスを行った。2010年1月12日に起こったハイチ地震後には、ハイチへの寄付を呼びかける救援活動に参加し、CNNのテレビ番組に出演した際に当時もハイチに住んでいた家族と討論し、寄付をすることでハイチの人々を励ました。
2012年12月14日に起きたコネチカット州のサンディフック小学校銃乱射事件での犠牲者26人への追悼の意として、21日のFCトゥウェンテ戦で自身のスパイクに全員の名前を書き入れてプレーした。

## 代表歴

### 出場大会
- アメリカ代表
  - 2010 FIFAワールドカップ
  - 2014 FIFAワールドカップ

### 試合数
- 国際Aマッチ 115試合 42得点（2007年-2019年）[69]

| アメリカ代表 | 国際Aマッチ | 国際Aマッチ |
| 年           | 出場        | 得点        |
| ------------ | ----------- | ----------- |
| 2007         | 1           | 0           |
| 2008         | 5           | 2           |
| 2009         | 17          | 6           |
| 2010         | 9           | 2           |
| 2011         | 13          | 3           |
| 2012         | 7           | 0           |
| 2013         | 14          | 8           |
| 2014         | 10          | 4           |
| 2015         | 13          | 6           |
| 2016         | 10          | 6           |
| 2017         | 11          | 4           |
| 2018         | 0           | 0           |
| 2019         | 5           | 1           |
| 通算         | 115         | 42          |

### 得点
| #   | 日時           | 場所                 | 相手                             | スコア | 結果 | 大会                                        |
| --- | -------------- | -------------------- | -------------------------------- | ------ | ---- | ------------------------------------------- |
| 1.  | 2008年2月6日   | ヒューストン         | メキシコ                         | 2-1    | 2-2  | 親善試合                                    |
| 2.  | 2008年9月10日  | ワシントンD.C.       | キューバ                         | 5-1    | 6-1  | 2010 FIFAワールドカップ・北中米カリブ海予選 |
| 3.  | 2009年3月28日  | サンサルバドル       | エルサルバドル                   | 2-1    | 2-2  | 2010 FIFAワールドカップ・北中米カリブ海予選 |
| 4.  | 2009年4月1日   | ナッシュビル         | トリニダード・トバゴ             | 1-0    | 3-0  | 2010 FIFAワールドカップ・北中米カリブ海予選 |
| 5.  | 2009年4月1日   | ナッシュビル         | トリニダード・トバゴ             | 2-0    | 3-0  | 2010 FIFAワールドカップ・北中米カリブ海予選 |
| 6.  | 2009年4月1日   | ナッシュビル         | トリニダード・トバゴ             | 3-0    | 3-0  | 2010 FIFAワールドカップ・北中米カリブ海予選 |
| 7.  | 2009年6月24日  | ブルームフォンテーン | スペイン                         | 1-0    | 2-0  | FIFAコンフェデレーションズカップ2009        |
| 8.  | 2009年9月5日   | サンディ             | エルサルバドル                   | 2-1    | 2-1  | 2010 FIFAワールドカップ・北中米カリブ海予選 |
| 9.  | 2010年5月29日  | フィラデルフィア     | トルコ                           | 1-1    | 2-1  | 親善試合                                    |
| 10. | 2010年10月9日  | シカゴ               | ポーランド                       | 1-0    | 2-2  | 親善試合                                    |
| 11. | 2011年6月7日   | デトロイト           | カナダ                           | 1-0    | 2-0  | 2011 CONCACAFゴールドカップ                 |
| 12. | 2011年6月14日  | カンザスシティ       | グアドループ                     | 1-0    | 1-0  | 2011 CONCACAFゴールドカップ                 |
| 13. | 2011年11月15日 | リュブリャナ         | スロベニア                       | 1-3    | 2-3  | 親善試合                                    |
| 14. | 2013年6月2日   | ワシントンD.C.       | ドイツ                           | 1-0    | 4-3  | 親善試合                                    |
| 15. | 2013年6月7日   | キングストン         | ジャマイカ                       | 0-1    | 1-2  | 2014 FIFAワールドカップ・北中米カリブ海予選 |
| 16. | 2013年6月11日  | シアトル             | パナマ                           | 1-0    | 2-0  | 2014 FIFAワールドカップ・北中米カリブ海予選 |
| 17. | 2013年6月18日  | サンディ             | ホンジュラス                     | 1-0    | 1-0  | 2014 FIFAワールドカップ・北中米カリブ海予選 |
| 18. | 2013年8月14日  | サラエヴォ           | ボスニア・ヘルツェゴビナ         | 2-2    | 3-4  | 親善試合                                    |
| 19. | 2013年8月14日  | サラエヴォ           | ボスニア・ヘルツェゴビナ         | 2-3    | 3-4  | 親善試合                                    |
| 20. | 2013年8月14日  | サラエヴォ           | ボスニア・ヘルツェゴビナ         | 2-4    | 3-4  | 親善試合                                    |
| 21. | 2013年10月11日 | カンザスシティ       | ジャマイカ                       | 2-0    | 2-0  | 2014 FIFAワールドカップ・北中米カリブ海予選 |
| 22. | 2014年6月7日   | ジャクソンビル       | ナイジェリア                     | 1-0    | 2-1  | 親善試合                                    |
| 23. | 2014年6月7日   | ジャクソンビル       | ナイジェリア                     | 2-0    | 2-1  | 親善試合                                    |
| 24. | 2014年10月14日 | ボカラトン           | ホンジュラス                     | 1-0    | 1-1  | 親善試合                                    |
| 25. | 2014年11月14日 | ロンドン             | コロンビア                       | 1-0    | 1-2  | 親善試合                                    |
| 26. | 2015年1月29日  | ランカグア           | チリ                             | 1-2    | 3-2  | 親善試合                                    |
| 27. | 2015年3月25日  | オーフス             | デンマーク                       | 0-1    | 3-2  | 親善試合                                    |
| 28. | 2015年9月4日   | ヒューストン         | ペルー                           | 1-1    | 2-1  | 親善試合                                    |
| 29. | 2015年9月4日   | ヒューストン         | ペルー                           | 2-1    | 2-1  | 親善試合                                    |
| 30. | 2015年11月13日 | セントルイス         | セントビンセント・グレナディーン | 3-1    | 6-1  | 2018 FIFAワールドカップ・北中米カリブ海予選 |
| 31. | 2015年11月13日 | セントルイス         | セントビンセント・グレナディーン | 6-1    | 6-1  | 2018 FIFAワールドカップ・北中米カリブ海予選 |
| 32. | 2016年1月31日  | カーソン             | アイスランド                     | 1-1    | 3-2  | 親善試合                                    |
| 33. | 2016年2月5日   | カーソン             | カナダ                           | 1-0    | 1-0  | 親善試合                                    |
| 34. | 2016年3月29日  | コロンバス           | グアテマラ                       | 4-0    | 4-0  | 2018 FIFAワールドカップ・北中米カリブ海予選 |
| 35. | 2016年9月3日   | キングスタウン       | セントビンセント・グレナディーン | 0-3    | 0-6  | 2018 FIFAワールドカップ・北中米カリブ海予選 |
| 36. | 2016年9月6日   | ジャクソンビル       | トリニダード・トバゴ             | 2-0    | 4-0  | 2018 FIFAワールドカップ・北中米カリブ海予選 |
| 37. | 2016年9月6日   | ジャクソンビル       | トリニダード・トバゴ             | 3-0    | 4-0  | 2018 FIFAワールドカップ・北中米カリブ海予選 |
| 38. | 2017年7月22日  | アーリントン         | コスタリカ                       | 0-1    | 0-2  | 2017 CONCACAFゴールドカップ準決勝           |
| 39. | 2017年7月26日  | サンタクララ         | ジャマイカ                       | 1-0    | 2-1  | 2017 CONCACAFゴールドカップ決勝             |
| 40. | 2017年10月6日  | オーランド           | パナマ                           | 2-0    | 4-0  | 2018 FIFAワールドカップ・北中米カリブ海予選 |
| 41. | 2017年10月6日  | オーランド           | パナマ                           | 3-0    | 4-0  | 2018 FIFAワールドカップ・北中米カリブ海予選 |

## タイトル

### クラブ
AZアルクマール
- KNVBカップ : 2012-13

トロントFC
- MLSカップ : 2017
- サポーターズ・シールド : 2017
- カナディアン・チャンピオンシップ : 2016, 2017, 2018

### 代表
アメリカ合衆国
- CONCACAFゴールドカップ : 2017

### 個人
- KNVBカップ得点王 : 2012-13[70]
- USサッカーアスリートオブザイヤー : 2013[71], 2016